# Андрєйкін Дмитро Володимирович
Дмитро Володимирович Андрєйкін (рос. Дмитрий Владимирович Андрейкин; нар. 5 лютого 1990, Рязань, Російська РФСР) — російський шахіст, гросмейстер (2007). 
Чемпіон світу 2010 року серед юніорів до 20 років. Чемпіон Росії 2012 року. Фіналіст кубка світу ФІДЕ 2013 року. 
У складі збірної Росії переможець командного чемпіонату світу 2019 року та командного чемпіонату Європи 2019 року.
Його рейтинг на січень 2025 року — 2695 (35-те місце у світі, 5-те серед шахістів Росії).
У 2022 році осудив російське вторгнення в Україну.

## Кар'єра

### 2008—2010
У липні 2008 року, набравши 7½ очко з 9 можливих переміг на турнірі «The 4-th Inautomarket Open», що проходив в Мінську.
У жовтні 2010 року з результатом 7 очко з 9 можливих розділив 2-7 місця на турнірі «Меморіал Чигоріна».

### 2011
У серпні 2011 року посівши 2 місце на турнірі «Баку опен» вперше подолав позначку рейтингу в 2700 очок (2705 очок та 42-е місце рейтингу на той час).
У 2011 році на кубку світу ФІДЕ поступився у 2 раунді співвітчизнику Євгену Томашевському.

### 2012
В 2012 році, набравши 5 очок з 9 можливих (+2-1=6) в основному турнірі, а також 4 очка з 5 можливих (+3-0=2) на тай-брейку, став чемпіоном Росії, випередивши таких відомих гросмейстерів, як Сергій Карякін, Петро Свідлер, Олександр Грищук, Дмитро Яковенко.

### 2013
У червні 2013 року з найменшим рейтингом серед усіх шахістів, не програвши жодної партії та перемігши Володимира Крамника, розділив 3-5 місця (5½ очок з 9 можливих) на турнірі ХХІІ категорії (середній рейтинг 2777 очка) «Меморіал Таля», що проходив У Москві.
У липні-серпні 2013 року з результатом 4 очка з 9 можливих (+2-3=4) розділив 5-8 місця на 40-му міжнародному турнірі ХІХ категорії, що проходив в Дортмунді.
У серпні 2013 року досяг найбільшого успіху в своїй кар'єрі вийшовши в фінал кубка світу ФІДЕ, де поступився співвітчизнику Володимиру Крамнику з рахунком 1½ на 2½ очка. На шляху до фіналу Андрєйкін переміг: в 1/8 фіналу Сергія Карякіна, в 1/4 фіналу Петра Свідлера, в півфіналі Євгена Томашевського. Вихід у фінал кубка світу забезпечив Андрєйкіну участь у турнірі претендентів на матч за шахову корону 2014 року.
У жовтні 2013 року з результатом 5 очок з 9 можливих (+4-3=2) посів 5 місце в суперфіналі чемпіонату Росії.
На командному чемпіонаті Європи, що проходив в листопаді в Варшаві, набравши 4½ очок з 7 можливих (+2=5-0), показав 5-й результат на третій дошці (турнірний перфоменс склав 2688 очка)та допоміг збірній Росії зайняти 3 місце серед 38 країн.

### 2014
У березні 2014 року з результатом 7 очок з 14 можливих (+2-2=10) посів 4-е місце на турнірі претендентів, що проходив У Ханти-Мансійську.
У листопаді 2014 року, набравши 7 очок з 11 можливих (+3-0=8) став переможцем другого етапу Гран-прі ФІДЕ 2014/2015, що проходив у Ташкенті.

### 2015
У лютому 2015 року, набравши 4 очки з 11 можливих (+0-3=8), Андрєйкін посів останнє 12 місце на третьому етапі серії Гран-прі ФІДЕ 2014/2015 років, що проходив у Тбілісі.
У червні 2015 року, набравши 5½ очок з 10 можливих, (+2-1=7) розділив разом з Павло Ельяновим 2-3 місця на турнірі «Меморіал Капабланки», що проходив у Гавані.
У вересні 2015 року дійшов до 1/8 фіналу кубку світу ФІДЕ, де поступився на тай-брейку своєму співвітчизнику Сергію Карякіну з рахунком 1½ на 2½ очка.
У жовтні 2015 року на чемпіонаті світу зі швидких та блискавичних шахів, що проходив у Берліні, посів:
 — 47 місце на турнірі зі швидких шахів, набравши 8½ з 15 очок (+6-3=5),
 — 21 місце на турнірі з блискавичних шахів, набравши 13 з 21 очка (+9-4=8).

### 2016
У березні 2016 року з результатом 8 очок з 10 можливих (+6-0=4) посів 2-ге місце на опен-турнірі, що проходив у Рейк'явіку.
У травні 2016 року, набравши 6½ очок з 9 можливих (+6-0=3), Андрєйкін здобув перемогу на опен-турнірі «Hasselbacken Chess Open», що проходив у Стокгольмі.
У липні 2016 року з результатом 5 очок з 9 можливих (+1-0=8) розділив 3-5 місця на 17-му міжнародному турнірі ім. А.Карпова, що проходив у Пойковському.
У серпні 2016 року став переможцем 23-го опен-турніру «Abu Dhabi Int. Chess Festival Masters Tournament», що проходив в Абу-Дабі. Його результат 7½ очок з 9 можливих (+6-0=3), турнірний перформанс — 2818 очок.
У грудні 2016 року на чемпіонаті Європи зі швидких та блискавичних шахів, що проходив у Таллінні в рамках Меморіалу П.Кереса, Андрєйкін посів:
 — 19-те місце на турнірі зі швидких шахів, набравши 8 з 11 очок (+7-2=2),
 — 1-ше місце на турнірі з блискавичних шахів, набравши 22 з 26 очок (+18-0=8).

### 2017
У січні 2017 року, набравши 6 очок з 13 можливих (+1-2=10), разом з Радославом Войташеком та Пенталою Харікрішною розділив 9-11 місця на турнірі 21-ї категорії, що проходив у Вейк-ан-Зеє.

### 2018
У вересні 2018 року з результатом 7 очок з 11 можлиивих (+3-0=8) Дмитро переміг у суперфіналі чемпіонату Росії.

### 2019
У березні 2019 року Андрєйкін у складі збірної Росії став переможцем командного чемпіонату світу, що проходив в Астані. Його результат на четвертій шахівниці — 64,3 % можливих очок (+2-0=5).
У вересні 2019 року на кубка світу ФІДЕ росіянин дійшов до 1/16 фіналу, де поступився поляку Ян-Кшиштофу Дуді з рахунком ½ — 1½.
У листопаді 2019 року у складі збірної Росії став переможцем командного чемпіонату Європи, що проходив у Батумі. Набравши 5½ очок з 8 можливих (+4-1=3), Дмитро посів 1-ше місце серед шахістів, які виступали на першій шахівниці.
Наприкінці грудня 2019 року на чемпіонаті світу зі швидких та блискавичних шахів, що проходив у Москві, Дмитро посів:
 — 24-те місце у турнірі зі швидких шахів, набравши 9½ з 15 очок (+5-1=9),
 — 11-те місце у турнірі з блискавичних шахів, набравши 13½ очок з 21 можливого (+10-4=7).

## Особисте життя
30 квітня 2011 року одружився з шахісткою Світланою Мальчиковою.

## Зміни рейтингу
| На цьому місці має відображатися графік чи діаграма, однак з технічних причин його відображення наразі вимкнено. Будь ласка, не видаляйте код, який викликає це повідомлення. Розробники вже працюють для того, щоби відновити штатне функціонування цього графіка або діаграми. | |
| | На цьому місці має відображатися графік чи діаграма, однак з технічних причин його відображення наразі вимкнено. Будь ласка, не видаляйте код, який викликає це повідомлення. Розробники вже працюють для того, щоби відновити штатне функціонування цього графіка або діаграми. |